# Liepe (Rankwitz)
Der Ortsteil Liepe der Gemeinde Rankwitz auf Usedom liegt im Binnenland der Halbinsel. Nach ihm benannt ist die Insellandschaft Lieper Winkel. Liepe verfügt über den ältesten dokumentierten Kirchenbau auf der Insel und gehört zu den ersten urkundlich erwähnten Orten dieser Region.

## Geschichte
Liepe wurde 1187 als der von den Slawen „Lipa“ genannte Ort erstmals in einer Schenkungsurkunde von Herzogin Anastasia, der Witwe des Pommernherzogs Bogislaw I., genannt. Sie überließ das Gebiet später dem Prämonstratenser-Kloster Grobe bei Usedom (Stadt), welches 1309 nach Pudagla verlegt wurde. Gemeint ist in der Schenkungsurkunde nach dem Verständnis der Historiker die gesamte Halbinsel, jedoch werden alle anderen Dörfer explizit erst in späteren Dokumenten genannt.
Noch Ende des 13. Jahrhunderts ist von undurchdringlichen Wäldern die Rede, die die Mönche roden mussten, um das Gebiet zu erschließen. Im Übrigen teilt Liepe das Schicksal der Insel Usedom unter den Pommern-Herzögen, den Schweden im Dreißigjährigen Krieg und den Preußen nach 1720.
Bei einer ersten Volkszählung von 1541 war Liepe mit 12 Haushaltsvorständen (9 Bauern und drei Köttern) nach Grüssow die zweitgrößte Gemeinde im Lieper Winkel. Nach Plünderungen und Pest im Dreißigjährigen Krieg sind es 1666 nur noch 8 Familienvorstände. Die große schwedische Bestandsaufnahme von 1693 zählt 10 Personen (Schultheiß, Priesterbauern, Amtsbauern, Pastor und Küster).
Mitte des 18. Jahrhunderts versuchten die Preußen bei Liepe die Kultivierung von Maulbeerbäumen zur Seidenraupenzucht. Davon ist heute nichts mehr nachvollziehbar.
Von 1896 bis 1898 wurde die einzige, teilweise als Allee ausgestaltete Straße durch den Lieper Winkel gebaut, die Liepe einbindet. Mit ihr wurde das Netz der Landwege ergänzt.
Am 1. Juli 1950 wurden die bis dahin eigenständigen Gemeinden Grüssow und Reestow eingegliedert.
Nach 1990 hat sich ein moderater Tourismus in der Region entwickelt. In Liepe kommen bevorzugt Tagesausflügler zur Besichtigung der Kirche sowie Wanderer und zunehmend Radfahrer zu den umliegenden Ortschaften vorbei.

## Sehenswertes

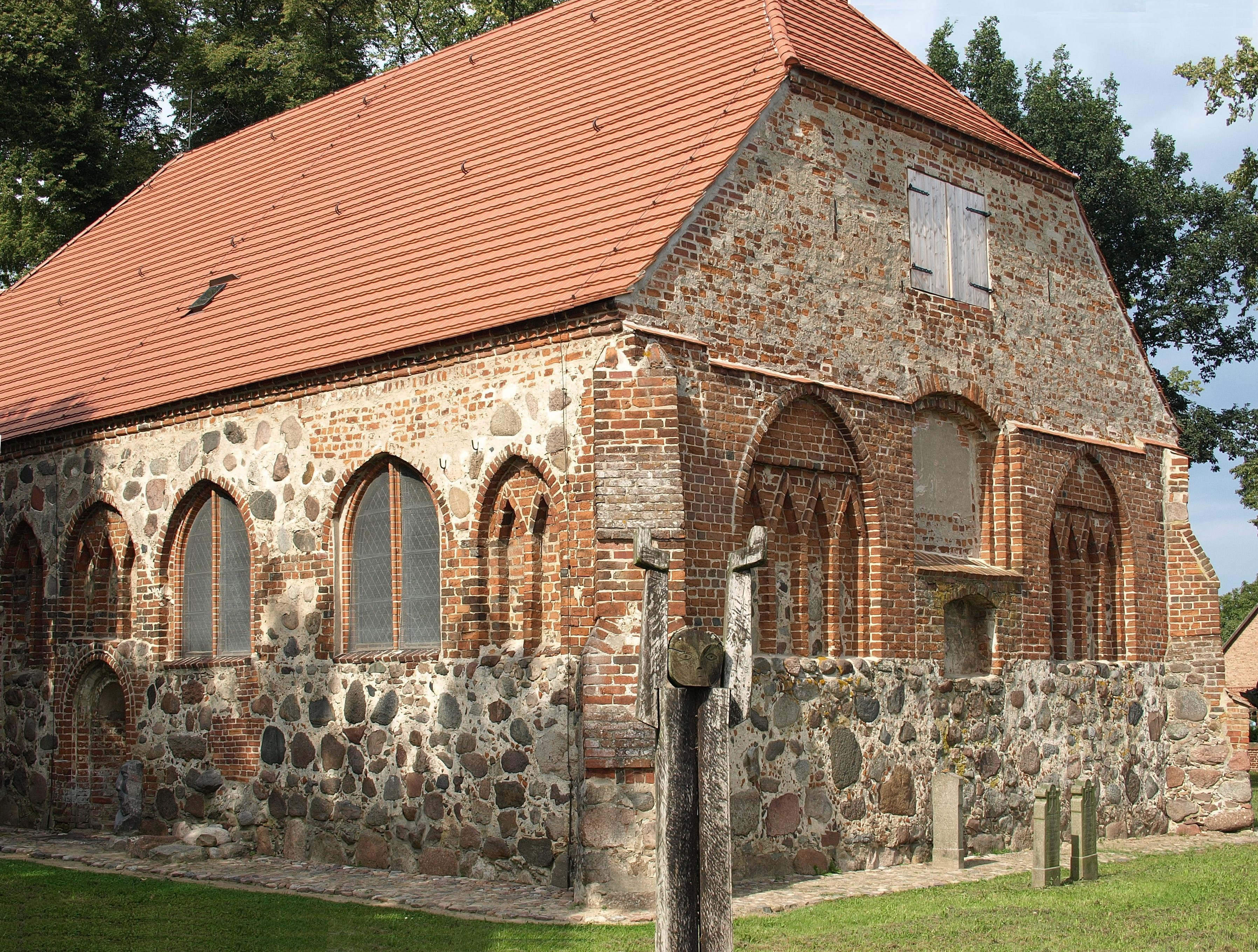
Kirche St.Johannes in Liepe

- Die erstmals 1216 erwähnte Kirche St. Johannes ist der älteste urkundlich genannte Kirchenbau auf der Insel Usedom. In ihr befindet sich der einzige Kanzelaltar auf der Insel Usedom. Im Pfarrgarten sind einige zeitgenössische Skulpturen lokaler Künstler zu sehen.
- Ortskern mit Reet-gedeckten Häusern und Lehmfachwerkhäusern
- Rad- und Wanderwege nach Grüssow, Reestow, Quilitz und den Krienker See.

## Söhne und Töchter des Ortes
- Karl Meinhold (1813–1888), lutherischer Theologe, Dompfarrer und Superintendent in Cammin, Führer des Neuluthertums
- Oskar Eggert (1896–1974), Lehrer und Historiker, Sprecher der Pommerschen Landsmannschaft
- Reinhard Schwarz (1929–2022), evangelischer Theologe, Professor für Kirchengeschichte in München